# Gottardo Aldighieri
Gottardo Aldighieri (6. Januar 1824 in Lazise – 11. Mai 1906 in Verona) war ein italienischer Opernsänger (Bariton).

## Leben
Aldighieri wurde von Jacopo Foroni und Lombardi in Verona ausgebildet. In Mailand schloss er sein Gesangsstudium bei Giovanni Battista Lamperti an. 
Er trat zum ersten Mal 1858 am Teatro Nuovo von Novara als „Giorgio Germont“ in Verdis La traviata auf. Während seiner Laufbahn sang er an allen großen italienischen Opernhäusern. Am 29. November 1869 war er der erste „Raoul“ in Gabriella di Vergy von Donizetti. 1875 war er an der Mailänder Scala. Am 8. April 1876 war er der erste „Barnaba“ in der Uraufführung der Oper La Gioconda von Ponichelli.
Aldighieri war sowohl für seine kraftvolle, schöne Stimme bekannt als auch für ein umfangreiches Repertoire. Zum bekannten Walzerlied Il Bacio, dass ihm der Komponist Luigi Arditi auch widmete, schrieb er den Text. 
Er war mit der Opernsängerin Maria Spezia-Aldighieri (1828–1907) verheiratet.